# Louis Moreau (peintre)
Pour les articles homonymes, voir Louis Moreau et Moreau.
Louis Moreau, né à Châteauroux le 15 avril 1883 et mort à Malakoff le 9 mars 1958 est un peintre, graveur, illustrateur et militant libertaire français.

## Biographie
Après un apprentissage dans un atelier de lithographie, il monte à Paris en 1900 où il exerce ses talents de peintre et de graveur sous l’influence de Bernard Naudin qui était son compatriote et son ami.
Il contribue à la revue Les Temps nouveaux fondée par Jean Grave en 1902 et travaille pour les éditions du Pot cassé
Pendant la Première Guerre mondiale, il collabore au Semeur, journal imprimé clandestinement en 1916 par Maurice Charron (dit Pierre Chardon) puis à La Forge, revue d’art et de littérature (1917-1920).
Durant l’entre-deux-guerres, il donne de nombreux bois gravés à L’En-dehors animé par Émile Armand. Il participe à La Revue anarchiste animée par Ferdinand Fortin. En juillet 1937, il offre plusieurs de ses œuvres pour une exposition-vente au profit des orphelins de républicains espagnols de la colonie de Llansa.
Après la Seconde Guerre mondiale, il collabore à L'Unique publié par Émile Armand jusqu’en 1956 et à L’Homme et la vie fondé par Manuel Devaldès en 1946.
En 1950, son domicile à Neuilly, figure sur les listes de domiciles anarchistes à surveiller par la police.

## Ouvrages illustrés
- José Almira, Un idéal dans un tombeau, Radot, 1926.
- d'Holbach et Voltaire, Le bon sens du curé Meslier suivi de Son Testament, Au pot cassé, 1929, gravures sur bois.
- Hugues Lapaire, Dernières Rimes, 1949.